# ویکتوریا نیکیشینا
ویکتوریا نیکیشینا (روسی: Виктория Александровна Никишина؛ زادهٔ ۹ سپتامبر ۱۹۸۴) شمشیرباز اهل روسیه است.
وی همچنین برندهٔ جوایزی همچون نشان دوستی شده‌است.